# FIBA Europa
La FIBA Europa és la confederació d'associacions nacionals de bàsquet d'Europa. És una de les cinc confederacions continentals de la FIBA.

## Federacions
| - Albània - Alemanya - Andorra - Anglaterra - Armènia - Àustria - Azerbaidjan - Bèlgica - Belarús - Bòsnia i Hercegovina - Bulgària - Xipre - Croàcia | - Dinamarca - Escòcia - Espanya - Estònia - Finlàndia - França - Geòrgia - Gibraltar - Grècia - Hongria - Irlanda - Islàndia - Israel | - Itàlia - Letònia - Lituània - Luxemburg - Macedònia del Nord - Malta - Moldàvia - Mònaco - Montenegro - Noruega - Països Baixos - Gal·les - Polònia | - Portugal - Txèquia - Romania - Rússia - San Marino - Sèrbia - Eslovàquia - Eslovènia - Suècia - Suïssa - Turquia - Ucraïna |